# Saint-Pierremont, Aisne
Saint-Pierremont är en kommun i departementet Aisne i regionen Hauts-de-France i norra Frankrike. Kommunen ligger i kantonen Marle som ligger i arrondissementet Laon. År 2022 hade Saint-Pierremont 40 invånare.

## Befolkningsutveckling
Antalet invånare i kommunen Saint-Pierremont
Referens: INSEE